# ألان باول (طبال)
ألان باول (بالإنجليزية: Alan Powell)‏ هو طبال وموسيقي بريطاني، ولد في 1949.

## وصلات خارجية
- ألان باول على موقع ميوزك برينز (الإنجليزية)
- ألان باول على موقع ديسكوغز (الإنجليزية)